# Lidové noviny
Die Lidové noviny (deutsch: Volkszeitung), auch kurz „lidovky“ genannt, ist eine tschechische (früher tschechoslowakische) Tageszeitung. Die 1893 gegründete Tageszeitung ist das älteste noch erscheinende Blatt Tschechiens. Ihre inhaltliche Ausrichtung wird als mitte-rechts und konservativ beschrieben. Im Juli 2024 kündigte der Herausgeber an, dass die gedruckte Version Ende August 2024 eingestellt wird und die Internetseite lidovky.cz weiterbetrieben werde.

## Geschichte
Die Lidové noviny wurde 1893 in Brünn von Adolf Stránský gegründet und ist somit die älteste noch unter dem ursprünglichen Namen existierende tschechische Zeitung. In den 1920er Jahren erhielt die Zeitung ihren Ruf als Zeitung der Intellektuellen. Die Redaktion in Brünn wurde mit der Zeit immer unwichtiger, da sie mit der in Prag konkurrierte. Nach der Errichtung des Protektorats Böhmen und Mähren wurden viele der Redakteure deportiert und durch Deutsche bzw. deutsch-freundliche Redakteure ersetzt.

### Svobodné noviny nach 1945
Nachdem die Zeitung im April 1945 kurz eingestellt wurde, weil alle Zeitungen, die in der Protektoratszeit erschienen, verboten wurden, ging sie am 23. Mai 1945 wieder in Druck, allerdings mit anderen Herausgebern und unter dem Titel Svobodné noviny (erst am 9. Mai 1948 wurde der ursprüngliche Name der Zeitung wieder zugelassen). Bereits im Februar 1948 wurde der damalige Chefredakteur Ferdinand Peroutka entlassen und durch einen Kommunisten ersetzt, wodurch die Zeitung sehr schnell ihr Image als überparteiliches Blatt verlor. Dies führte zur Einstellung im Jahr 1952.

### Nach 1988/89
Erst im Januar 1988 erschien das Blatt zum ersten Mal wieder, damals noch im Untergrund als Samisdat, mit einem Vorwort des späteren Präsidenten der Tschechoslowakei und Tschechiens Václav Havel. Trotz aller Probleme mit dem Regime erschien die Zeitung in ihrem ersten Jahr fast regelmäßig. Seit dem 5. Januar 1990 erscheint sie wieder legal und ab April desselben Jahres wieder täglich. Bis 2013 gehörte die Lidové noviny zur Rheinisch-Bergischen Verlagsgesellschaft, welche unter anderem die Rheinische Post herausgibt. Die Verlagsgesellschaft verkaufte im Jahr 2013 Lidové noviny und Mláda fronta Dnes von der AGF media a.s. an die MAFRA a.s., die zur Agrofert-Holding des Oligarchen Andrej Babiš gehört. Es wurde eine Auflage von etwa 70.000 Stück erreicht.